# Bledius naius
Bledius naius är en skalbaggsart som beskrevs av Herman 1983. Bledius naius ingår i släktet Bledius och familjen kortvingar. Inga underarter finns listade i Catalogue of Life.